# Haplopappus baylahuen
Haplopappus baylahuen conocido como bailahuén es una especie arbustiva endémica de Chile perteneciente al género Haplopappus de la familia Asteraceae.
Es un arbusto muy resinoso, aromático, con una alta densidad foliar y de 25 a 40 cm de altura. Tradicionalmente este género se ha usado en medicina popular. Su nombre proviene de las voces de Bailahuén o vai-lahuén del mapudungún (vain:hervir y lahuén: hierba) se suele consumir como infusión, aunque también se realizan cocimientos con esta especie. Entre sus nombres comunes se encuentran los siguientes: bailahuén, chejchjra, chechenaja, baylahuina, guaylaven y bailabuena.

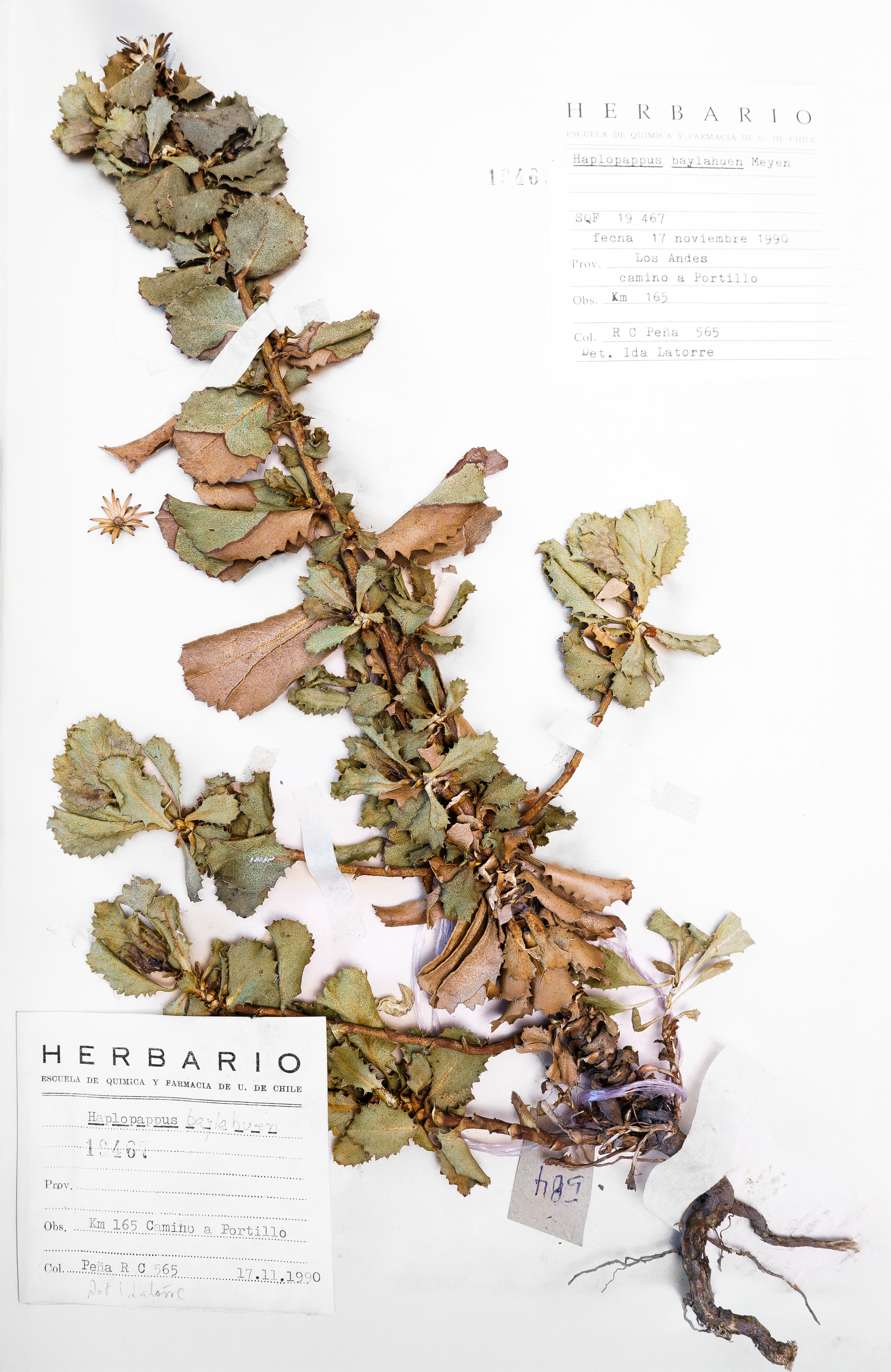
Ilustración de 𝘏𝘢𝘱𝘭𝘰𝘱𝘢𝘱𝘱𝘶𝘴 𝘣𝘢𝘺𝘭𝘢𝘩𝘶𝘦𝘯

## Distribución
Haplopappus baylahuen es una planta nativa de Chile, que crece principalmente en las regiones de Atacama y Coquimbo, en la zona norte del país. También se ha encontrado en forma muy limitada en Argentina, específicamente en la provincia de San Juan.
Esta especie habita en la Cordillera de los Andes en zonas de altura que van desde los 1800 hasta los 3600 metros sobre el nivel del mar, formando parte de matorrales preandinos y vegetaciones de tipo esclerófilas. 

## Descripción
Presenta hojas sésiles y una lámina elíptica de 1 a 3 cm de longitud con un margen dentado, ápice ligeramente agudo y de base cuneada. Su filotaxia es alterna con entrenudos muy cortos y concentrados en el tercio medio de la planta. Las flores se disponen en capítulos solitarios de 2 cm de alto por 1.5 de ancho en el extremo de pedúnculos desnudos o con pequeñas brácteas distantes. Las brácteas de los capítulos son coriáceas. Posee flores de color amarillo con dos tipos diferentes: Las periféricas femeninas de hasta 14 mm son liguladas y las centrales hermafroditas de 11 mm de longitud son tubuladas. La floración del arbusto es al término de la primavera entre septiembre y diciembre, con polinización entomófila. El fruto es aquenio con papus de color rojo amarillento y no presenta vellosidades.

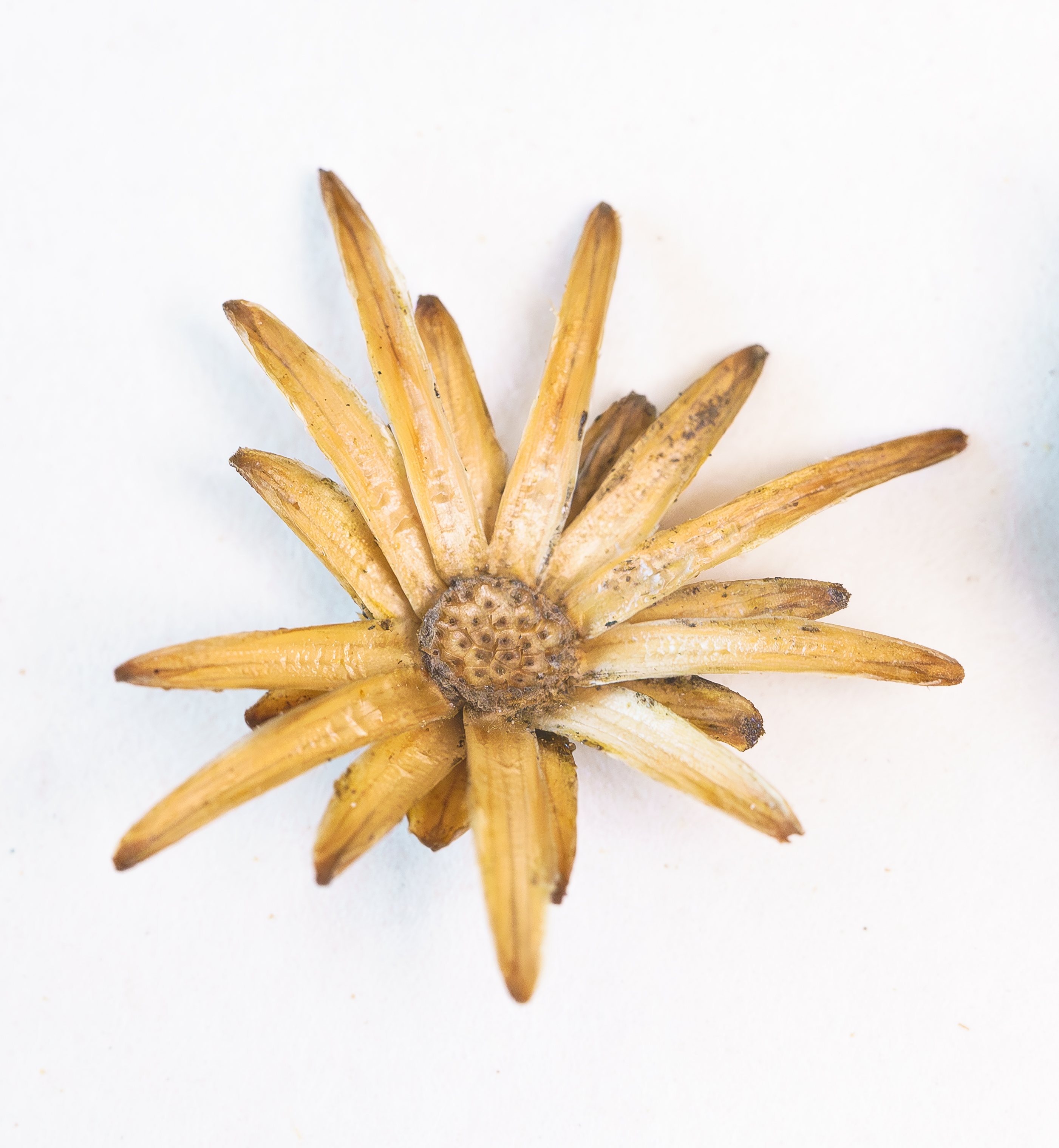
Flor de Bailahuén

## Usos
Uso tradicional: Esta planta se ha utilizado para tratar heridas, y úlceras de la piel. También para tratar cólicos abdominales, para el tratamiento de afecciones hepáticas, síntomas de gripe o resfríos y síntomas de impotencia masculina.
Posología: 1 cucharada de hierba en un litro de agua recién hervida. Se debe beber 3 tazas de esta infusión al día.
Precauciones: Debe comunicar al médico que está utilizando esta hierba. Se debe evitar preparar su infusión empleando utensilios de aluminio.
En medicina popular, las partes que se utilizan son el tallo y las hojas.

## Estado de conservación y amenazas
En la actualidad, Haplopappus baylahuen no se encuentra en un estado de peligro en el territorio de distribución geográfica. Aún así, existen algunas amenazas que atentan contra la preservación de la especie, tales como la actividad minera dentro de la zona descrita por la ocupación de suelo y escasez hídrica que dicha actividad implica, siendo lo último un contribuyente al bajo reclutamiento de las plantas por la poca producción de semillas. Asimismo, la actividad ganadera y el tránsito de animales por vegas en ciertas estaciones del año pueden afectar a la conservación de la especie. El impacto antrópico por sobre las plantas se especifica como nulo dado que la recolección de las mismas se efectúa en zonas aledañas a pequeños poblados y no figura como amenaza para la especie.

## Sinonimia
Haplopappus baylahuen fue descrita por Jules Ezechiel Rémy y publicado en Flora Chilena 4: 42. 1849.
Sinonimia
- Aster baylahuen (J.Rémy) Kuntze
- Aster lastarrianus (J.Rémy) Kuntze
- Haplopappus domeykoi Phil.
- Haplopappus fluehmannii Phil.
- Haplopappus lastarrianus J.Rémy
- Haplopappus medicinalis Phil.[7]